# Parafia św. Józefa Oblubieńca Najświętszej Maryi Panny w Dankowicach
Parafia św. Józefa Oblubieńca Najświętszej Maryi Panny w Dankowicach – znajduje się w dekanacie Strzelin w archidiecezji wrocławskiej. Erygowana w 1907 roku.
Obsługiwana przez księży archidiecezjalnych. Jej proboszczem jest ks. mgr lic. Waldemar Masłowski.

## Parafialne księgi metrykalne
| Księgi metrykalne | Okres ewidencji  |
| ----------------- | ---------------- |
| chrztów           | 1719-1779 1945 - |
| ślubów            | 1721-1766 1945 - |
| zgonów            | 1719-1786 1945-  |